# Bernardo Havestadt
Bernhard (o Bernardo) Havestadt (Colonia, 27 de febrero de 1714 - Münster, 28 de enero de 1781) fue un jesuita alemán, misionero y lingüista de la lengua indígena americana mapudungún.

## Vida y trabajo

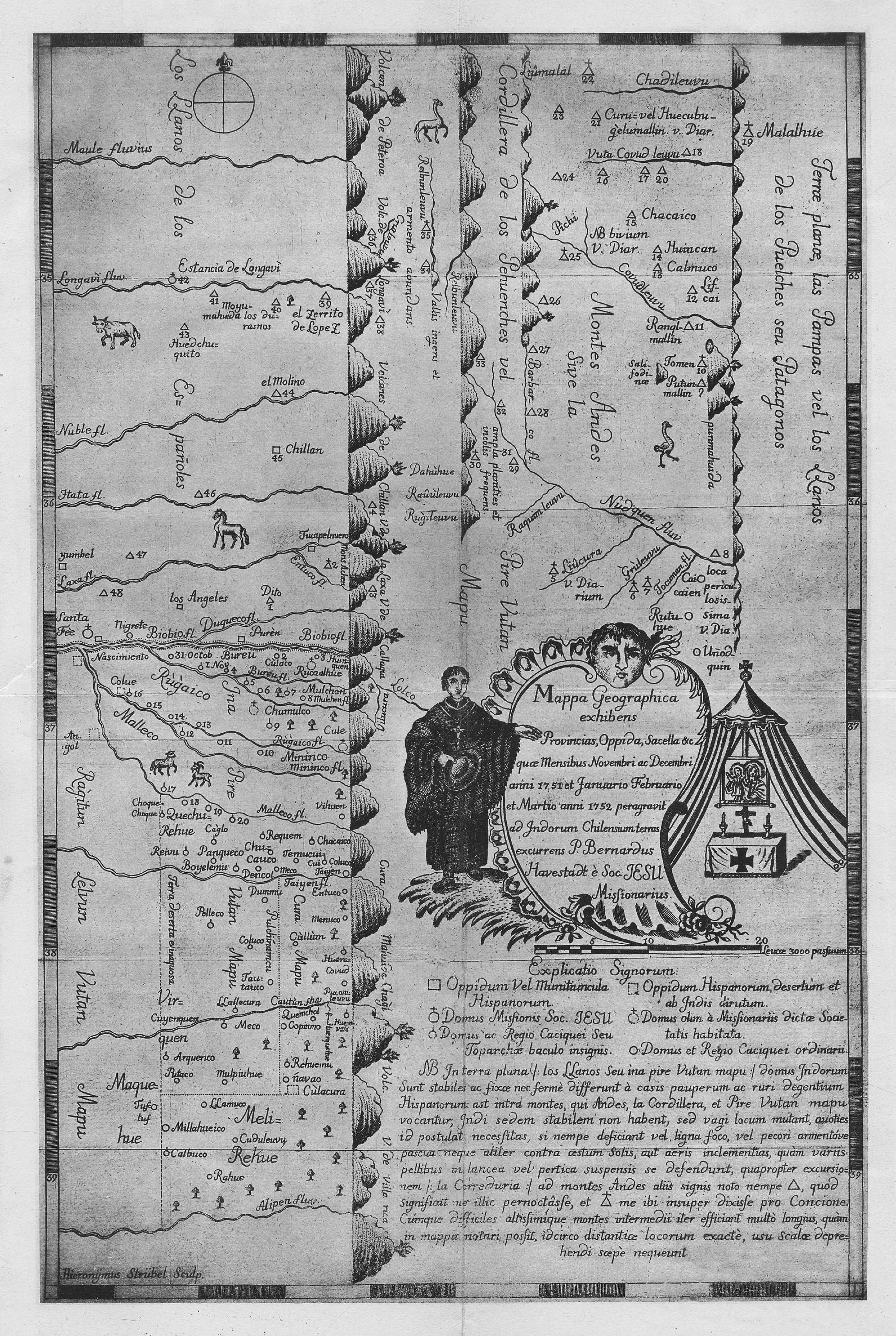
Havestadt. Mapa de araucania

Havestadt fue bautizado el 27 de febrero de 1714 en St. Laurenz, en el centro de Colonia. Su familia probablemente provenía de la región de Westfalia de la ciudad de Dülmen. En Colonia asistió por primera vez al colegio jesuita, donde le habían otorgado un segundo premio en la clase de poesía alrededor de 1729. Después de abandonar la escuela, estudió filosofía en Trier, donde se unió a la Compañía de Jesús el 20 de octubre de 1731.
En Havestadt completó su noviciado. De 1735 a 1740 trabajó como profesor en Hadamar y Neuss. Luego estudió teología nuevamente en el colegio jesuita de Büren (Westfalia). Después de catorce años en la orden entre 1731 y 1745, recibió su sacramento el 24 de septiembre de 1743 en Büren como sacerdote católico. Se graduó de Havestadt en la casa Geist en la parroquia de Oelde .
Havestadt era políglota; Además de alemán y latín, también hablaba español, inglés, italiano, neerlandés y portugués, y más tarde mapudungún.
Después de un año de trabajo misionero, que comenzó en Horstmar en Westfalia, se mudó a una misión entre los indígenas mapuches a Chile en 1746. En 1746 su futuro trabajo misionero en América del Sur le fue asignado allí. Fue uno de los 102 jesuitas alemanes que trabajaron en la Capitanía General de Chile. Viajó desde Ámsterdam (República de las Siete Provincias Unidas) a Lisboa , donde llegó el 22 de agosto de 1746 y se unió a otros jesuitas. En Lisboa, el procurador tenía al conde von Karl Haimhausen (1692-1767), un jesuita de Baviera, reunió a un grupo de misioneros. El viaje a Brasil solo tuvo éxito el 14 de mayo de 1747, el año siguiente. Havestadt inicialmente se quedó en Río de Janeiro y en noviembre de 1747 en Buenos Aires, para finalmente alcanzar su objetivo de llegar a la Capitanía General de Chile (Virreinato del Perú) con los mapuches. En la primavera de 1748 viajaron en mula a través de los pampas argentinas hacia la cordillera de los Andes. Finalmente uno llegó a Santiago de Chile. Su área de misión asignada fue entre Concepción y Valdivia.[cita requerida]
Su centro de vida era Santa Fe, al sureste de Concepción, en el río Bío Bío. Allí recibió en 1748 por el jesuita Francisco Javier Wolfwisen (* 1679) enseñanza del idioma local.
Entre 1751 y 1767 viajó al sur de Chile, especialmente a la isla de Chiloé. Desde aproximadamente 1756, Havestadt había estado trabajando en una obra en español sobre el idioma mapuche. El mapudungún es uno de los idiomas aislados con más hablantes en América. Se presume que hubo un intercambio científico con el hermano jesuita Andrés Febrés (1734–1790).
Sin embargo, la expulsión precedió a la impresión. Solo pudo guardar un manuscrito a su regreso a Europa. Lo tradujo al latín como miembro de la orden en 1772, pero fue solo después de su exclusión en 1775 que lo imprimió en Colonia y en 1777 en Münster.
El padre Havestadt escribió en 1777:

“Al igual que los Andes se elevan sobre otras montañas, se alza sobre otros idiomas. Cualquiera que conozca el idioma chileno verá otros idiomas como si fuera una torre de vigilancia muy por debajo. Él reconoce claramente cuánto de ellos es superfluo, cuánto les falta, y así sucesivamente, y puede decir con razón a cualquiera que no sea chileno: si su idioma es bueno, el chileno es superior a él ”.

Mientras viaja a través de Chile, se enfrentó a variedad de amenazas, hasta su detención y expulsión con los otros misioneros jesuitas en 1767. Havestadt y sus hermanos fueron por el general de la expulsión jesuitas del portugués y territorios españoles (primero en 1759 y luego en 1767 / 68, Expulsión de las jesuitas del Imperio Español de 1767 ), que finalmente condujo a la abolición de la Compañía de Jesús (1773). Porque el 2 de abril de 1767, el rey Carlos III, Carlos III de España promulgando la prohibición de los jesuitas de la propiedad española en América iniciado.
Los representantes de la administración española lo deportaron a Valparaíso y por mar lo llevaron al Callao en julio de 1768 y finalmente a Panamá, Ciudad de Panamá (Virreinato de Nueva Granada). Luego fue por tierra a Portobelo en el Caribe. Desde allí navegó a Cartagena y La Habana en Cuba (Virreinato de Nueva España), y finalmente cruzó el Atlántico hasta Cádiz en el Reino de España. En España fue interrogado el 26 de mayo de 1769, encarcelado y liberado el 4 de septiembre de 1770. Estuvo recluido en el Monasterio de la Victoria en el Puerto de Santa María durante un total de 16 meses.
Finalmente llegó a Alemania a través de Génova y Austria. Terminó su regreso de aventura en los años 1768 a 1771 en la casa del fantasma en Oelde en Westfalia, donde nuevamente fue bien recibida por los jesuitas. Cuando se abolió la orden jesuita en 1773, se retiró con sus familiares en Uedinck, cerca de Münster. Murió casi ciego, siendo enterrado en la parroquia de St. Martini el 30 de enero de 1781.

## Más historia
Wilhelm von Humboldt poseía el Chilidúģu sive tractatus de lingua seu idiomate Indo-Chilensi, el cual apreciaba mucho. Humboldt utilizó el trabajo de Havestadt en sus obras sobre idiomas estadounidenses. Aunque criticó la representación léxica unilateral de Havestadt, sin embargo, vio la necesidad de comprender primero la "masa de palabras" dada en un idioma.

## Obras
- Chilidúģu sive tractatus de lingua seu idiomate Indo-Chilensi. Hispanice et Latine conscriptus, Köln 1775
- Chilidúģu sive res Chilenses vel Descriptio Status tum naturalis, tum civilis, cum moralis Regni populique Chilensis, inserta suis locis perfeetae ad Chilensem Linguam Manuductioni. Münster 1777, Nachdruck besorgt von Julius Platzmann, 1883
- Zwölf Missionspredigten. Köln 1778